# Futbol'nyj Klub Dynamo Kyïv 2016-2017
Questa voce raccoglie le informazioni riguardanti il Futbol'nyj Klub Dynamo Kyïv, meglio conosciuta come Dinamo Kiev, nelle competizioni ufficiali della stagione 2016-2017.

## Stagione
La prima partita ufficiale della Dinamo Kiev è il 16 luglio contro i rivali storici dello Šachtar in Supercoppa d'Ucraina. Ad aggiudicarsi il trofeo è stata proprio la Dinamo Kiev, che ha prevalso 4-3 ai tiri di rigore. Si tratta del sesto titolo per la squadra di Kiev. Il campionato si apre con due vittorie della squadra capitolina, alla prima giornata a Kiev contro l'Oleksandrija (5-1), e in trasferta a Leopoli col Karpaty (2-0).
Il 25 agosto a Monaco ha luogo il sorteggio per la fase a gironi di Champions League. La Dinamo, inserita in terza fascia, pesca i campioni di Portogallo del Benfica, i vice-campioni d'Italia del Napoli e i campioni di Turchia del Beşiktaş, andando a comporre il gruppo B.
Il 27 agosto arriva la prima sconfitta stagionale, per 0-2 in casa col Vorskla. L'ultima sconfitta subita in campionato da una squadra diversa dallo Shakhtar risaliva ad aprile 2014. Il derby d'Ucraina termina 1-1 anche in campionato. L'esordio in Champions League per i bianchi non è dei migliori, visto che a Kiev contro il Napoli subiscono una sconfitta in rimonta per 1-2.
Il 15 ottobre con l'1-1 in casa del Čornomorec' si conclude il girone d'andata che vede la Dinamo al secondo posto a sei punti dallo Shakthar. La squadra di Kiev comincia il girone di ritorno con un pari esterno (1-1) con l'Oleksandrija che, misto alla sconfitta per 0-2 contro il Benfica, accentua il
periodo di crisi che attraversa il club.

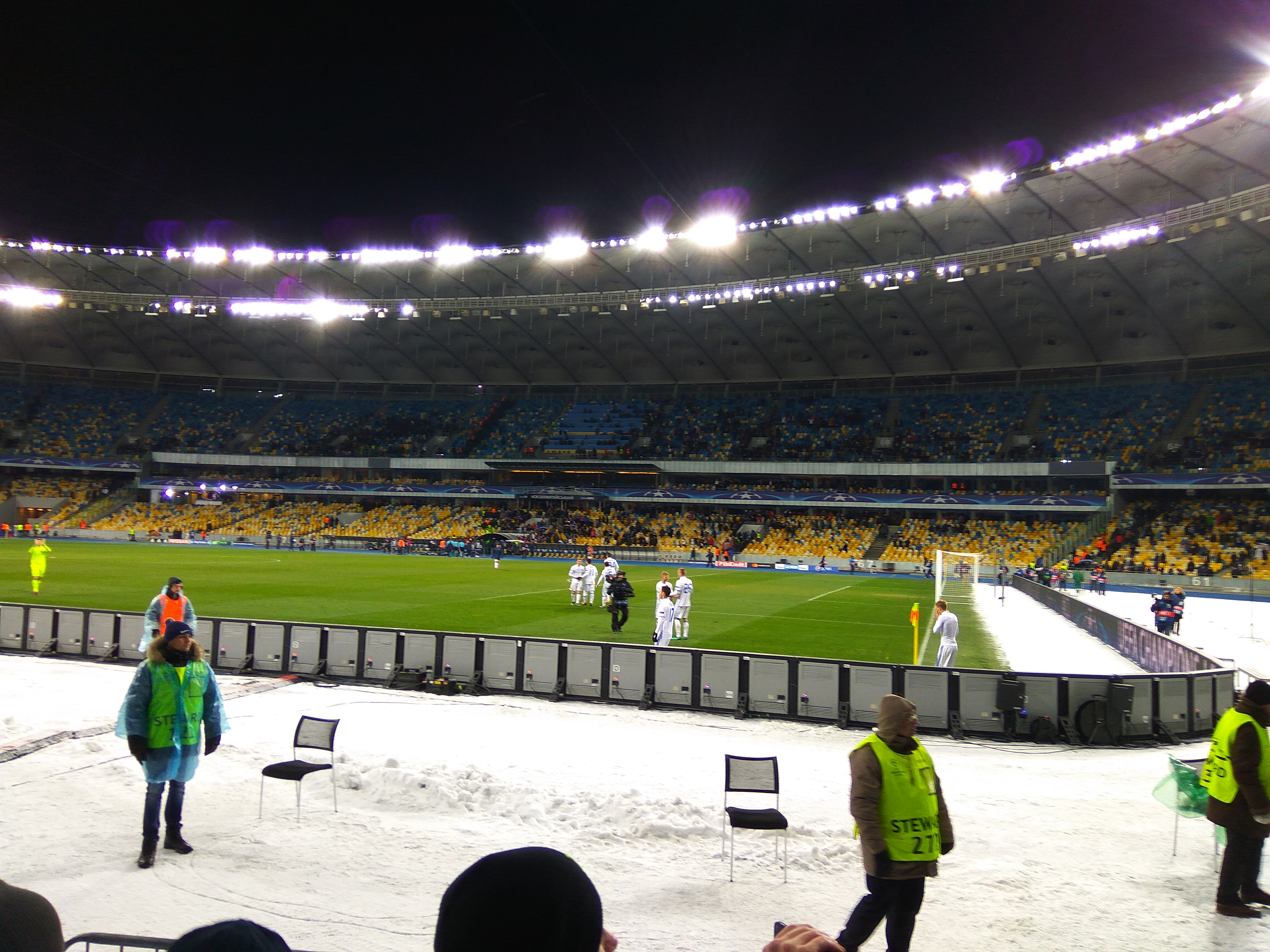
La squadra al termine della storica vittoria per 6-0 contro il

L'esordio in Coppa d'Ucraina vede la vittoria per 5-2, dopo i tempi supplementari, sullo Zorja. Il 23 novembre in virtù dello 0-0 di Napoli, la Dinamo Kiev viene eliminata dalla Champions League e dalle competizioni europee.
Il 6 dicembre la Dinamo vince 6-0 contro il Besiktas, centrando la più ampia vittoria nella storia del club in una fase a gironi della Champions League.
Il 12 dicembre lo Shakhtar si aggiudica il derby d'Ucraina per 4-3 in casa della Dinamo e quest'ultima va a tredici punti dalla vetta prima della lunga pausa invernale. Il 17 marzo termina la prima fase della Prem"jer-liha con la vittoria per 2-1 sul Čornomorec'. Il 5 aprile con la vittoria esterna per 1-0 contro il Naftovyk-Ukrnafta, squadra di Perša Liha, la Dinamo approda in semifinale di Coppa. Il 21 aprile la Dinamo perde 0-1 con lo Shakhtar, rinunciando definitivamente alle speranze di rimonta.
Il 26 aprile con la vittoria esterna per 4-0 in casa del Mykolaïv, la Dinamo Kiev giunge in finale di Coppa d'Ucraina dove affronterà lo Shakhtar. Nella finale di Coppa sono i Minatori di Donetsk ad aggiudicarsi il trofeo, battendo la Dinamo 1-0.

## Maglie e sponsor
|  | Casa |  | Trasferta |

## Organigramma societario
Dal sito internet ufficiale della società.
Area tecnica
- Allenatore: Serhij Rebrov
- Allenatore in seconda: Raul Ruiz

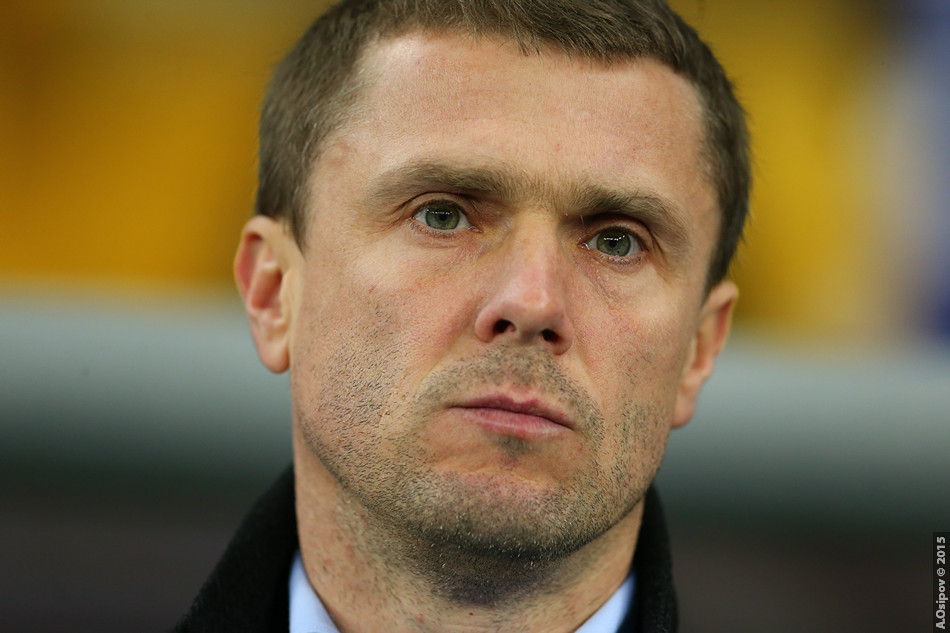
L'allenatore della Dinamo Kiev, Serhij Rebrov, al suo terzo e ultimo anno sulla panchina dei bianchi.

- Allenatore in terza: Serhij Fedorov
- Preparatore dei portieri: Mychajlo Mychajlov
- Preparatori atletici: Vytalii Kulyba, Volodymyr Yarmoshuk

Area sanitaria
- Fisioterapisti: Volodymyr Malyuta, Leonid Myronov, Andrii Shmorgun
- Staff medico: Serhii Myronenko, Pavlo Shvydkyi, Andrii Sobchenko, Anatolii Sosynovich, Vasyl Yashchenko

Area marketing
- Gruppo analitico: Olexandr Kozlov, Anatolii Kroshchenko

Area direttiva
- Amministrazione: Olexandr Chubarov, Viktor Kashpour, Anatolii Pashkovskyi, Pylyp Repetylo

## Rosa

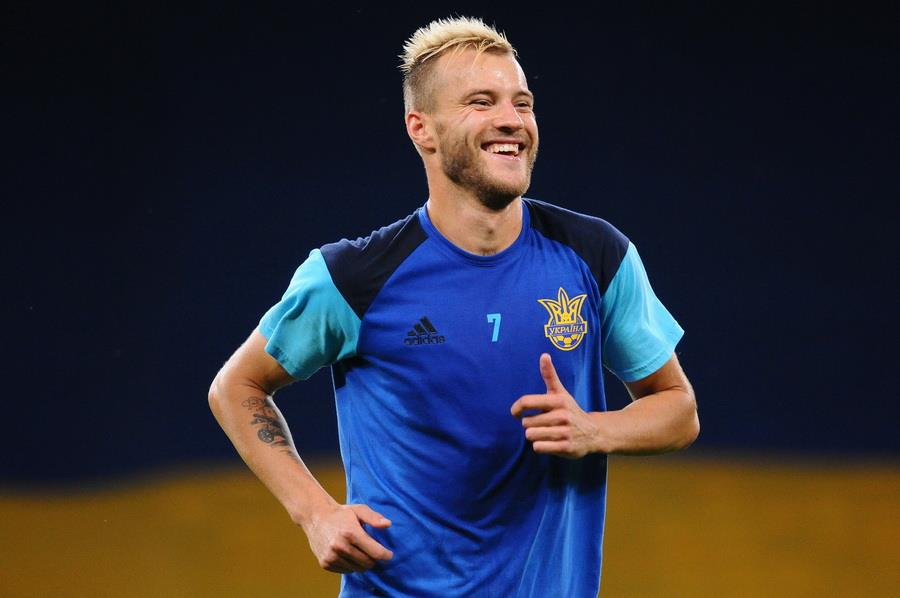
Andrij Jarmolenko, il capitano e capocannoniere della squadra e della Prem"jer-liha (15 gol)

Rosa e numerazione, tratte dal sito ufficiale della Dynamo Kyïv.
| N. |                        | Ruolo | Calciatore                   |
| -- | ---------------------- | ----- | ---------------------------- |
| 1  | Ucraina (bandiera)     | P     | Oleksandr Šovkovs'kyj        |
| 2  | Brasile (bandiera)     | D     | Danilo Silva                 |
| 4  | Serbia (bandiera)      | D     | Aleksandar Pantić            |
| 5  | Portogallo (bandiera)  | D     | Vitorino Antunes             |
| 6  | Austria (bandiera)     | D     | Aleksandar Dragović          |
| 7  | Ucraina (bandiera)     | A     | Oleksandr Hladkyj            |
| 8  | Ucraina (bandiera)     | D     | Volodymyr Šepeljev           |
| 9  | Ucraina (bandiera)     | D     | Mykola Morozjuk              |
| 10 | Ucraina (bandiera)     | A     | Andrij Jarmolenko (capitano) |
| 11 | Brasile (bandiera)     | A     | Júnior Moraes                |
| 14 | Ucraina (bandiera)     | D     | Zurab Očigava                |
| 15 | Ucraina (bandiera)     | C     | Viktor Cyhankov              |
| 16 | Ucraina (bandiera)     | C     | Serhij Sydorčuk              |
| 17 | Ucraina (bandiera)     | C     | Serhij Rybalka               |
| 18 | Bielorussia (bandiera) | C     | Nikita Korzun                |
| 19 | Ucraina (bandiera)     | C     | Denys Harmaš                 |
| 20 | Ucraina (bandiera)     | C     | Oleh Husjev                  |

| N. |                     | Ruolo | Calciatore          |
| -- | ------------------- | ----- | ------------------- |
| 20 | Ucraina (bandiera)  | A     | Roman Jaremčuk      |
| 23 | Ucraina (bandiera)  | P     | Oleksandr Rybka     |
| 24 | Croazia (bandiera)  | D     | Domagoj Vida        |
| 25 | Paraguay (bandiera) | C     | Derlis González     |
| 26 | Ucraina (bandiera)  | D     | Mykyta Burda        |
| 27 | Ucraina (bandiera)  | D     | Jevhen Makarenko    |
| 29 | Ucraina (bandiera)  | C     | Vitalij Bujal's'kij |
| 32 | Ucraina (bandiera)  | D     | Valerij Fedorčuk    |
| 33 | Ucraina (bandiera)  | D     | Jevhen Selin        |
| 34 | Ucraina (bandiera)  | D     | Jevhen Chačeridi    |
| 35 | Ucraina (bandiera)  | P     | Maksym Koval        |
| 41 | Ucraina (bandiera)  | A     | Artem Bjesjedin     |
| 44 | Ungheria (bandiera) | D     | Tamás Kádár         |
| 72 | Ucraina (bandiera)  | P     | Artur Rudko         |
| 77 | Ucraina (bandiera)  | C     | Artem Hromov        |
| 88 | Ucraina (bandiera)  | C     | Serhij Mjakuško     |

## Calciomercato

### Sessione estiva
| Acquisti         | Acquisti              | Acquisti         | Acquisti      |
| R.               | Nome                  | da               | Modalità      |
| ---------------- | --------------------- | ---------------- | ------------- |
| C                | Artem Hromov          | Vorskla          | gratuito      |
| A                | Oleksandr Hladkyj     | Šachtar          | gratuito      |
| Altre operazioni |                       |                  |               |
| R.               | Nome                  | da               | Modalità      |
| P                | Maksym Koval'         | Odense           | fine prestito |
| D                | Jevhen Selin          | Platanias        | fine prestito |
| D                | Andrij Curikov        | Levadeiakos      | fine prestito |
| C                | Younès Belhanda       | Schalke 04       | fine prestito |
| C                | Facundo Bertoglio     | Asteras Tripolīs | fine prestito |
| C                | Andrés Ramiro Escobar | Millonarios      | fine prestito |
| C                | Vladyslav Kalytvyncev | Čornomorec'      | fine prestito |
| A                | Artem Kravec'         | Stoccarda        | fine prestito |
| A                | Dieumerci Mbokani     | Norwich City     | fine prestito |

| Cessioni         | Cessioni              | Cessioni         | Cessioni                  |
| R.               | Nome                  | a                | Modalità                  |
| ---------------- | --------------------- | ---------------- | ------------------------- |
| D                | Aleksandar Dragović   | Bayer Leverkusen | definitivo (18 milioni €) |
| C                | Radosav Petrović      | Sporting Lisbona | definitivo (2 milioni €)  |
| C                | Miguel Veloso         | Genoa            | gratuito                  |
| A                | Łukasz Teodorczyk     | Anderlecht       | prestito                  |
| Altre operazioni |                       |                  |                           |
| R.               | Nome                  | a                | Modalità                  |
| D                | Andrij Curikov        | Oleksandrija     | prestito                  |
| C                | Younès Belhanda       | Nizza            | prestito                  |
| C                | Facundo Bertoglio     | APOEL            | gratuito                  |
| C                | Andrés Ramiro Escobar | Millonarios      | rinnovo prestito          |
| C                | Oleksandr Jakovenko   |                  | svincolato                |
| C                | Vladyslav Kalytvyncev | Čornomorec'      | rinnovo prestito          |
| A                | Roman Jaremčuk        | Oleksandrija     | prestito                  |
| A                | Artem Kravec'         | Granada          | prestito                  |
| A                | Dieumerci Mbokani     | Hull City        | prestito                  |

### Sessione invernale
| Acquisti         | Acquisti              | Acquisti     | Acquisti                 |
| R.               | Nome                  | da           | Modalità                 |
| ---------------- | --------------------- | ------------ | ------------------------ |
| D                | Tamás Kádár           | Lech Poznań  | definitivo (2,5 milioni) |
| D                | Aleksandar Pantić     | Villarreal   | definitivo               |
| Altre operazioni |                       |              |                          |
| R.               | Nome                  | da           | Modalità                 |
| C                | Andrés Ramiro Escobar | Millonarios  | fine prestito            |
| C                | Vladyslav Kalytvyncev | Čornomorec'  | fine prestito            |
| A                | Roman Jaremčuk        | Oleksandrija | fine prestito            |

| Cessioni         | Cessioni              | Cessioni               | Cessioni                       |
| R.               | Nome                  | a                      | Modalità                       |
| ---------------- | --------------------- | ---------------------- | ------------------------------ |
| P                | Oleksandr Rybka       | Karabükspor            | gratuito                       |
| D                | Danilo Silva          |                        | svincolato                     |
| D                | Jevhen Makarenko      |                        | svincolato                     |
| D                | Jevhen Selin          | Asteras Tripolīs       | gratuito                       |
| C                | Artem Hromov          | Kryl'ja Sovetov Samara | gratuito                       |
| C                | Oleh Husjev           |                        | svincolato                     |
| C                | Serhij Mjakuško       | Vorskla                | prestito                       |
| A                | Oleksandr Hladkyj     | Karpaty                | prestito                       |
| A                | Júnior Moraes         | Tianjin Quanjian       | prestito oneroso (2,1 milioni) |
| Altre operazioni |                       |                        |                                |
| R.               | Nome                  | a                      | Modalità                       |
| C                | Andrés Ramiro Escobar | Vasco da Gama          | prestito                       |
| C                | Vladyslav Kalytvyncev | Zorja                  | prestito                       |
| A                | Lukman Haruna         |                        | svincolato                     |

## Risultati

### Prem"jer-liha

#### Girone d'andata
| Arbitro: | Truchanov (Charkiv) |

|                                                      |           |            |
| Moraes 29’, 56’ (rig.), 62’ Bujal's'kij 70’ Vida 79’ | Marcatori | 86’ Banada |

| Arbitro: | Žabčenko (Chmel'nyc'kyj) |

|  |           |                     |
|  | Marcatori | 31’, 84’ Jarmolenko |

| Arbitro: | Vaks (Chmel'nyc'kyj) |

|            |           |  |
| Moraes 62’ | Marcatori |  |

| Arbitro: | Derdo (Čornomors'k) |

|             |           |                        |
| Iščenko 26’ | Marcatori | 79’ Harmaš 88’ Antunes |

| Arbitro: | Paskhal (Cherson) |

|                         |           |            |
| Morozjuk 53’ Harmaš 63’ | Marcatori | 38’ Petrov |

| Arbitro: | Truchanov (Charkiv) |

|  |           |                     |
|  | Marcatori | 15’, 69’ Kolomojec' |

| Arbitro: | Abdula (Charkiv) |

|              |           |                   |
| Dentinho 75’ | Marcatori | 24’ (rig.) Husiev |

| Arbitro: | Vaks (Chmel'nyc'kyj) |

|  |           |                  |
|  | Marcatori | 90+3’ Opanasenko |

| Arbitro: | Žabčenko (Chmel'nyc'kyj) |

|  |           |                                                         |
|  | Marcatori | 9’ Cyhankov 26’ (rig.) Moraes 59’ González 78’ Fedorčuk |

| Arbitro: | Ivanov (Makiïvka) |

|                           |           |  |
| Sydorčuk 20’ Cyhankov 57’ | Marcatori |  |

| Arbitro: | Paskhal (Cherson) |

|                        |           |            |
| Chačeridi 90+4’ (aut.) | Marcatori | 30’ Moraes |

#### Girone di ritorno
| Arbitro: | Truchanov (Charkiv) |

|             |           |              |
| Ponomar 79’ | Marcatori | 52’ González |

| Arbitro: | Vaks (Chmel'nyc'kyj) |

|                                                      |           |                |
| Bjesjedin 18’ Vida 28’ Morozjuk 81’ Orichovs'kyj 84’ | Marcatori | 86’ Zavijs'kyj |

| Arbitro: | Monzul' (Charkiv) |

|                  |           |                            |
| Rotan 24’ (rig.) | Marcatori | 21’ Bjesjedin 69’ Sydorčuk |

| Arbitro: | Holovkov (Sjevjerodonec'k) |

|                             |           |               |
| Chačeridi 18’ Makarenko 50’ | Marcatori | 56’ Comvalius |

| Arbitro: | Hryso (Leopoli) |

|            |           |                                       |
| Didenko 6’ | Marcatori | 21’, 71’, 90+3’ Moraes 45’ Jarmolenko |

| Arbitro: | Vaks (Chmel'nyc'kyj) |

|                          |           |                                   |
| Tursunov 15’ Rebenok 33’ | Marcatori | 4’ Sydorčuk 14’ (rig.) Jarmolenko |

| Arbitro: | Žabčenko (Chmel'nyc'kyj) |

|                                       |           |                                                       |
| Moraes 1’ Rybalka 30’ Bjesjedin 90+2’ | Marcatori | 3’ (aut.), 88’ (aut.) Chačeridi 51’ Fred 58’ Ferreyra |

| Arbitro: | Truchanov (Charkiv) |

|           |           |                          |
| Dennis 4’ | Marcatori | 13’ Harmaš 29’ Bjesjedin |

| Arbitro: | Hryso (Leopoli) |

|                 |           |  |
| Bjesjedin 90+2’ | Marcatori |  |

| Arbitro: | Kozyk (Mukačevo) |

|                           |           |  |
| Bacula 34’ Polehen'ko 71’ | Marcatori |  |

| Arbitro: | Monzul' (Charkiv) |

|                             |           |           |
| Jarmolenko 10’ Sydorčuk 16’ | Marcatori | 72’ Davit |

#### Poule Scudetto
| Arbitro: | Možarovs'kyj (Leopoli) |

|           |           |                                                       |
| Ohirja 2’ | Marcatori | 60’ Bjesjedin 66’ Harmaš 84’, 90+3’ (rig.) Jarmolenko |

| Arbitro: | Abdula (Charkiv) |

|                                              |           |  |
| Bjesjedin 21’ Jarmolenko 26’, 65’ Harmaš 51’ | Marcatori |  |

| Arbitro: | Žabčenko (Chmel'nyc'kyj) |

|  |           |            |
|  | Marcatori | 39’ Harmaš |

| Arbitro: | Truchanov (Charkiv) |

|  |           |              |
|  | Marcatori | 12’ Ferreyra |

| Arbitro: | Možarovs'kyj (Leopoli) |

|              |           |                                                  |
| Tatarkov 84’ | Marcatori | 2’, 80’ (rig.) Jarmolenko 40’ Bjesjedin 42’ Vida |

| Arbitro: | Derdo (Odessa) |

|                                                                                |           |  |
| Jarmolenko 7’ (rig.) Bjesjedin 12’ Harmaš 45+2’, 57’ Morozjuk 73’ Cyhankov 80’ | Marcatori |  |

| Arbitro: | Možarovs'kyj (Leopoli) |

|                               |           |             |
| Serhijčuk 8’ Postupalenko 63’ | Marcatori | 90+4’ Burda |

| Arbitro: | Monzul' (Charkiv) |

|              |           |                      |
| Morozjuk 17’ | Marcatori | 36’ Čečer 47’ Dennis |

| Arbitro: | Derdo (Odessa) |

|                             |           |                                       |
| A. Patrick 23’ Dentinho 58’ | Marcatori | 20’ Harmaš 52’ (rig.), 71’ Jarmolenko |

| Arbitro: | Kozik (Mukačevo) |

|                                |           |                          |
| D. González 29’ Jarmolenko 64’ | Marcatori | 53’ (rig.) Andrijevs'kyj |

### Coppa d'Ucraina
| Arbitro: | Žabčenko (Chmel'nyc'kyj) |

|                                                                |           |                               |
| González 14’, 97’ Cyhankov 65’ Moraes 100’ (rig.), 119’ (rig.) | Marcatori | 22’ (rig.) Rafael 89’ Sivakoŭ |

| Arbitro: | Hrysio (Leopoli) |

|  |           |            |
|  | Marcatori | 44’ Harmaš |

| Arbitro: | Monzul' (Charkiv) |

|  |           |                                               |
|  | Marcatori | 45+1’, 81’ (rig.), 90+1’ Jarmolenko 62’ Kádár |

| Arbitro: | Truchanov (Charkiv) |

|            |           |  |
| Marlos 80’ | Marcatori |  |

### Champions League

#### Fase a gironi
| Arbitro: | Collum |

|            |           |                  |
| Harmaš 26’ | Marcatori | 36’, 45+2’ Milik |

| Arbitro: | Zwayer |

|              |           |              |
| Quaresma 29’ | Marcatori | 65’ Cyhankov |

| Arbitro: | Fernández Borbalán |

|  |           |                            |
|  | Marcatori | 9’ (rig.) Salvio 55’ Cervi |

| Arbitro: | Turpin |

|                     |           |  |
| Salvio 45+2’ (rig.) | Marcatori |  |

| Napoli 23 novembre 2016, ore 20:45 CET 4ª giornata – Gruppo B | Napoli  | 0 – 0 referto | Dinamo Kiev | Stadio San Paolo (33 736 spett.)\| Arbitro: \| Haţegan \| |
| Arbitro:                                                      | Haţegan |               |             |                                                           |

| Arbitro: | Thomson |

|                                                                                           |           |  |
| Bjesjedin 9’ Jarmolenko 30’ (rig.) Bujal's'kij 32’ González 45+3’ Sydorčuk 60’ Moraes 77’ | Marcatori |  |

### Supercoppa
| Arbitro: | Abdula (Charkiv) |

|                                     |                      |                                          |
| Fred 58’                            | Marcatori            | 79’ Vida                                 |
| Srna Bernard Ismaily Fred Selezn'ov | Tiri di rigore 3 – 4 | Antunes Morozjuk Harmaš Chačeridi Moraes |

## Statistiche

### Statistiche di squadra
| Competizione         | Punti | In casa | In casa | In casa | In casa | In casa | In casa | In trasferta | In trasferta | In trasferta | In trasferta | In trasferta | In trasferta | Totale | Totale | Totale | Totale | Totale | Totale | DR  |
| Competizione         | Punti | G       | V       | N       | P       | Gf      | Gs      | G            | V            | N            | P            | Gf           | Gs           | G      | V      | N      | P      | Gf     | Gs     | DR  |
| -------------------- | ----- | ------- | ------- | ------- | ------- | ------- | ------- | ------------ | ------------ | ------------ | ------------ | ------------ | ------------ | ------ | ------ | ------ | ------ | ------ | ------ | --- |
| Prem"jer-liha        | 67    | 16      | 11      | 0       | 5       | 35      | 16      | 16           | 10           | 4            | 2            | 34           | 17           | 32     | 21     | 4      | 7      | 69     | 33     | +36 |
| Coppa d'Ucraina      | -     | 1       | 1       | 0       | 0       | 5       | 2       | 2            | 2            | 0            | 0            | 5            | 0            | 4      | 3      | 0      | 1      | 10     | 3      | +7  |
| Champions League     | 5     | 3       | 1       | 0       | 2       | 7       | 4       | 3            | 0            | 2            | 1            | 1            | 2            | 6      | 1      | 2      | 3      | 8      | 6      | +2  |
| Supercoppa d'Ucraina | -     | -       | -       | -       | -       | -       | -       | -            | -            | -            | -            | -            | -            | 1      | 0      | 1      | 0      | 1      | 1      | 0   |
| Totale               | 72    | 20      | 13      | 0       | 7       | 47      | 22      | 21           | 12           | 6            | 3            | 39           | 19           | 43     | 25     | 7      | 11     | 88     | 43     | +45 |

### Andamento in campionato
| Giornata  | 1 | 2 | 3 | 4 | 5 | 6 | 7 | 8 | 9 | 10 | 11 | 12 | 13 | 14 | 15 | 16 | 17 | 18 | 19 | 20 | 21 | 22 | 23 | 24 | 25 | 26 | 27 | 28 | 29 | 30 | 31 | 32 |
| --------- | - | - | - | - | - | - | - | - | - | -- | -- | -- | -- | -- | -- | -- | -- | -- | -- | -- | -- | -- | -- | -- | -- | -- | -- | -- | -- | -- | -- | -- |
| Luogo     | C | T | C | T | C | C | T | C | T | C  | T  | T  | C  | T  | C  | T  | T  | C  | T  | C  | T  | C  | T  | C  | T  | C  | T  | C  | T  | C  | T  | C  |
| Risultato | V | V | V | V | V | P | N | P | V | V  | N  | N  | V  | V  | V  | V  | N  | P  | V  | V  | P  | V  | V  | V  | V  | P  | V  | V  | P  | P  | V  | V  |
| Posizione | 2 | 2 | 2 | 2 | 2 | 2 | 2 | 3 | 3 | 2  | 2  | 3  | 3  | 2  | 2  | 2  | 2  | 2  | 2  | 2  | 2  | 2  | 2  | 2  | 2  | 2  | 2  | 2  | 2  | 2  | 2  | 2  |

Legenda:

Luogo: C = Casa; T = Trasferta. Risultato: V = Vittoria; N = Pareggio; P = Sconfitta.

### Statistiche dei giocatori
In corsivo i calciatori che hanno lasciato la squadra a stagione in corso.
| Giocatore       | Prem'er-Liha | Prem'er-Liha | Prem'er-Liha | Prem'er-Liha | Coppa d'Ucraina | Coppa d'Ucraina | Coppa d'Ucraina | Coppa d'Ucraina | Champions League | Champions League | Champions League | Champions League | Supercoppa d'Ucraina | Supercoppa d'Ucraina | Supercoppa d'Ucraina | Supercoppa d'Ucraina | Totale   | Totale | Totale      | Totale     |
| Giocatore       | Presenze     | Reti         | Ammonizioni  | Espulsioni   | Presenze        | Reti            | Ammonizioni     | Espulsioni      | Presenze         | Reti             | Ammonizioni      | Espulsioni       | Presenze             | Reti                 | Ammonizioni          | Espulsioni           | Presenze | Reti   | Ammonizioni | Espulsioni |
| --------------- | ------------ | ------------ | ------------ | ------------ | --------------- | --------------- | --------------- | --------------- | ---------------- | ---------------- | ---------------- | ---------------- | -------------------- | -------------------- | -------------------- | -------------------- | -------- | ------ | ----------- | ---------- |
| V. Antunes      | 19           | 1            | 2            | 0            | 4               | 0               | 1               | 0               | 4                | 0                | 0                | 0                | 1                    | 0                    | 0                    | 0                    | 28       | 1      | 3           | 0          |
| A. Bjesjedin    | 22           | 9            | 3            | 0            | 2               | 0               | 0               | 0               | 3                | 1                | 0                | 0                | 0                    | 0                    | 0                    | 0                    | 27       | 10     | 3           | 0          |
| V. Bujal's'kij  | 21           | 1            | 1            | 0            | 2               | 0               | 0               | 0               | 4                | 1                | 0                | 0                | 1                    | 0                    | 0                    | 0                    | 28       | 2      | 1           | 0          |
| M. Burda        | 5            | 1            | 2            | 0            | 0               | 0               | 0               | 0               | 1                | 0                | 1                | 0                | 0                    | 0                    | 0                    | 0                    | 6        | 1      | 3           | 0          |
| J. Chačeridi    | 12           | 1            | 3            | 0            | 1               | 0               | 1               | 0               | 6                | 0                | 1                | 0                | 1                    | 0                    | 1                    | 0                    | 20       | 1      | 6           | 0          |
| V. Cyhankov     | 20           | 3            | 0            | 0            | 3               | 1               | 0               | 0               | 6                | 1                | 0                | 0                | 0                    | 0                    | 0                    | 0                    | 29       | 5      | 0           | 0          |
| Danilo Silva    | 5            | 0            | 0            | 0            | 0               | 0               | 0               | 0               | 1                | 0                | 0                | 0                | 0                    | 0                    | 0                    | 0                    | 6        | 0      | 0           | 0          |
| A. Dragović     | 4            | 0            | 0            | 0            | 0               | 0               | 0               | 0               | 0                | 0                | 0                | 0                | 1                    | 0                    | 0                    | 0                    | 5        | 0      | 0           | 0          |
| V. Fedorčuk     | 8            | 1            | 3            | 0            | 1               | 0               | 0               | 0               | 1                | 0                | 0                | 0                | 1                    | 0                    | 0                    | 0                    | 11       | 1      | 3           | 0          |
| D. González     | 18           | 3            | 1            | 0            | 2               | 2               | 0               | 0               | 5                | 1                | 1                | 0                | 1                    | 0                    | 0                    | 0                    | 26       | 6      | 2           | 0          |
| D. Harmaš       | 25           | 9            | 8            | 0            | 3               | 1               | 1               | 0               | 3                | 1                | 2                | 0                | 1                    | 0                    | 0                    | 0                    | 32       | 11     | 11          | 0          |
| O. Hladkyj      | 8            | 0            | 1            | 0            | 0               | 0               | 0               | 0               | 3                | 0                | 0                | 0                | 0                    | 0                    | 0                    | 0                    | 11       | 0      | 1           | 0          |
| A. Hromov       | 9            | 0            | 0            | 0            | 1               | 0               | 0               | 0               | 1                | 0                | 0                | 0                | 1                    | 0                    | 0                    | 0                    | 12       | 0      | 0           | 0          |
| O. Husjev       | 6            | 1            | 1            | 0            | 0               | 0               | 0               | 0               | 1                | 0                | 0                | 0                | 0                    | 0                    | 0                    | 0                    | 7        | 1      | 1           | 0          |
| R. Jaremčuk     | 9            | 0            | 0            | 0            | 1               | 0               | 0               | 0               | -                | -                | -                | -                | -                    | -                    | -                    | -                    | 10       | 0      | 0           | 0          |
| A. Jarmolenko   | 28           | 15           | 7            | 0            | 3               | 3               | 0               | 0               | 5                | 1                | 0                | 0                | 0                    | 0                    | 0                    | 0                    | 36       | 19     | 7           | 0          |
| T. Kádár        | 10           | 0            | 2            | 0            | 3               | 1               | 1               | 0               | -                | -                | -                | -                | -                    | -                    | -                    | -                    | 13       | 1      | 3           | 0          |
| N. Korzun       | 11           | 0            | 0            | 0            | 0               | 0               | 0               | 0               | 4                | 0                | 2                | 0                | 1                    | 0                    | 0                    | 0                    | 16       | 0      | 2           | 0          |
| M. Koval        | 7            | -7           | 1            | 0            | 2               | -1              | 0               | 0               | 0                | 0                | 0                | 0                | 0                    | 0                    | 0                    | 0                    | 9        | -8     | 1           | 0          |
| M. Kravchenko   | 1            | 0            | 0            | 0            | 1               | 0               | 0               | 0               | -                | -                | -                | -                | -                    | -                    | -                    | -                    | 2        | 0      | 0           | 0          |
| J. Makarenko    | 10           | 1            | 0            | 0            | 0               | 0               | 0               | 0               | 3                | 0                | 1                | 0                | 0                    | 0                    | 0                    | 0                    | 13       | 1      | 1           | 0          |
| S. Miakushko    | 0            | 0            | 0            | 0            | 0               | 0               | 0               | 0               | 0                | 0                | 0                | 0                | 0                    | 0                    | 0                    | 0                    | 0        | 0      | 0           | 0          |
| J. Moraes       | 16           | 10           | 3            | 1            | 1               | 2               | 0               | 0               | 6                | 1                | 0                | 0                | 1                    | 0                    | 1                    | 0                    | 24       | 13     | 4           | 1          |
| M. Morozjuk     | 28           | 4            | 5            | 0            | 3               | 0               | 0               | 0               | 3                | 0                | 1                | 0                | 1                    | 0                    | 0                    | 0                    | 35       | 4      | 6           | 0          |
| Z. Očigava      | 8            | 0            | 1            | 0            | 3               | 0               | 1               | 0               | 0                | 0                | 0                | 0                | 0                    | 0                    | 0                    | 0                    | 11       | 0      | 2           | 0          |
| P. Orichovs'kyj | 3            | 1            | 0            | 0            | 1               | 0               | 0               | 0               | 2                | 0                | 0                | 0                | -                    | -                    | -                    | -                    | 6        | 1      | 0           | 0          |
| A. Pantić       | 13           | 0            | 2            | 0            | 2               | 0               | 1               | 0               | -                | -                | -                | -                | -                    | -                    | -                    | -                    | 15       | 0      | 3           | 0          |
| A. Rudko        | 17           | -19          | 0            | 0            | 2               | -2              | 0               | 0               | 5                | -4               | 0                | 0                | 0                    | 0                    | 0                    | 0                    | 24       | -25    | 0           | 0          |
| S. Rybalka      | 26           | 1            | 2            | 1            | 3               | 0               | 0               | 0               | 5                | 0                | 1                | 0                | 0                    | 0                    | 0                    | 0                    | 34       | 1      | 3           | 1          |
| O. Rybka        | 0            | 0            | 0            | 0            | 0               | 0               | 0               | 0               | 0                | 0                | 0                | 0                | 0                    | 0                    | 0                    | 0                    | 0        | 0      | 0           | 0          |
| Y. Selin        | 0            | 0            | 0            | 0            | 0               | 0               | 0               | 0               | 0                | 0                | 0                | 0                | 0                    | 0                    | 0                    | 0                    | 0        | 0      | 0           | 0          |
| V. Šepeljev     | 12           | 0            | 3            | 0            | 2               | 0               | 0               | 0               | -                | -                | -                | -                | -                    | -                    | -                    | -                    | 14       | 0      | 3           | 0          |
| S. Sydorčuk     | 27           | 4            | 5            | 0            | 4               | 0               | 2               | 0               | 5                | 1                | 1                | 1                | 1                    | 0                    | 1                    | 0                    | 37       | 5      | 9           | 1          |
| O. Šovkovs'kyj  | 8            | -7           | 0            | 0            | 0               | 0               | 0               | 0               | 1                | -2               | 0                | 0                | 1                    | -1                   | 0                    | 0                    | 10       | -10    | 0           | 0          |
| O. Tymčyk       | 2            | 0            | 0            | 0            | 1               | 0               | 0               | 0               | 0                | 0                | 0                | 0                | -                    | -                    | -                    | -                    | 3        | 0      | 0           | 0          |
| D. Vida         | 28           | 3            | 3            | 0            | 4               | 0               | 0               | 0               | 6                | 0                | 2                | 0                | 1                    | 1                    | 0                    | 0                    | 39       | 4      | 5           | 0          |